# Badminton-Juniorenweltmeisterschaft der Gehörlosen 2015
Die Badminton-Juniorenweltmeisterschaft der Gehörlosen 2015 fand vom 15. bis zum 16. Juli 2015 in Sofia statt. Es war die erste Austragung der Titelkämpfe.

## Sieger und Platzierte
| Disziplin    | Gold                               | Silber                       | Bronze                                  |
| ------------ | ---------------------------------- | ---------------------------- | --------------------------------------- |
| Herreneinzel | Seo Myeong-soo                     | Dmitry Rumyantsev            | Jehan Daboo                             |
| Herreneinzel | Seo Myeong-soo                     | Dmitry Rumyantsev            | Vitalii Ilin                            |
| Dameneinzel  | Shen Yan-ru                        | Tu Wen-hsuan                 | Marina Kober                            |
| Dameneinzel  | Shen Yan-ru                        | Tu Wen-hsuan                 | Elena Tiurina                           |
| Herrendoppel | Andrey Popkov Dmitry Rumyantsev    | Vitalii Ilin Artem Paramonov | Ali Osman Karakaya Galip Kara           |
| Damendoppel  | Karina Khakimova Elena Tiurina     | Shen Yan-ru Tu Wen-hsuan     | Marina Kober Anastasiia Stepanova       |
| Mixed        | Dmitry Rumyantsev Karina Khakimova | Andrey Popkov Elena Tiurina  | Vitalii Ilin Anastasiia Stepanova       |
| Mixed        | Dmitry Rumyantsev Karina Khakimova | Andrey Popkov Elena Tiurina  | Ali Osman Karakaya Esra Zeynep Ergincan |